# Uloboroidea
Uloboroidea è una  superfamiglia di aracnidi araneomorfi che comprende due famiglie:
- Deinopidae C.L.KOCH, 1850
- Uloboridae THORELL, 1869